# Бекулешть (Арджеш)
Бекулешть, Бекулешті (рум. Beculești) — село у повіті Арджеш в Румунії. Входить до складу комуни Чомеджешть.
Село розташоване на відстані 138 км на захід від Бухареста, 34 км на захід від Пітешть, 74 км на північний схід від Крайови, 130 км на південний захід від Брашова.

## Населення
За даними перепису населення 2002 року у селі проживали 253 особи, усі — румуни. Усі жителі села рідною мовою назвали румунську.